# Cuth Harrison
Cuth Harrison, echte naam Thomas Cuthbert Harrison (Ecclesall, Sheffield, 6 juli 1906 – aldaar, 21 januari 1981) was een Brits Formule 1-coureur. Hij reed in 1950 3 Grands Prix voor het team English Racing Automobiles.